# Pordim
Pordim (bułg. Пордим) – miasto w Bułgarii, w obwodzie Plewen, centrum administracyjne gminy Pordim. W 2019 roku liczyło 1 812 mieszkańców.